# (5623) Iwamori
(5623) Iwamori es un asteroide perteneciente al cinturón de asteroides descubierto el 20 de octubre de 1990 por Atsushi Sugie desde el Observatorio Astronómico Dynic, Taga, Japón.

## Designación y nombre
Designado provisionalmente como 1990 UY. Fue nombrado Iwamori en honor a Yasuke Iwamori, difunto director de la escuela secundaria técnica Rakuyou de la ciudad de Kioto donde enseñaba física y astronomía.

## Características orbitales
Iwamori está situado a una distancia media del Sol de 3,009 ua, pudiendo alejarse hasta 3,324 ua y acercarse hasta 2,694 ua. Su excentricidad es 0,104 y la inclinación orbital 10,99 grados. Emplea 1907,14 días en completar una órbita alrededor del Sol.

## Características físicas
La magnitud absoluta de Iwamori es 11,9. Tiene 14,33 km de diámetro y su albedo se estima en 0,164. 